# Tabanocella innotata
Tabanocella innotata är en tvåvingeart som först beskrevs av Karsch 1888.  Tabanocella innotata ingår i släktet Tabanocella och familjen bromsar. Inga underarter finns listade i Catalogue of Life.